# 长梗开口箭
长梗开口箭（学名：Tupistra longipedunculata）为天门冬科开口箭属的植物，是中国的特有植物。分布于中国大陆的云南省等地，生长于海拔960米至1,620米的地区，多生长在林下溪边，目前尚未由人工引种栽培。